# Zagrody (Luchów Dolny)
Zagrody – część wsi Luchów Dolny w Polsce, położona w województwie lubelskim, w powiecie biłgorajskim, w gminie Tarnogród.
W latach 1975–1998 Zagrody administracyjnie należały do województwa zamojskiego.
Wierni Kościoła rzymskokatolickiego należą do parafii Niepokalanego Poczęcia Najświętszej Maryi Panny w Luchowie Górnym.